# 솽타이쯔구

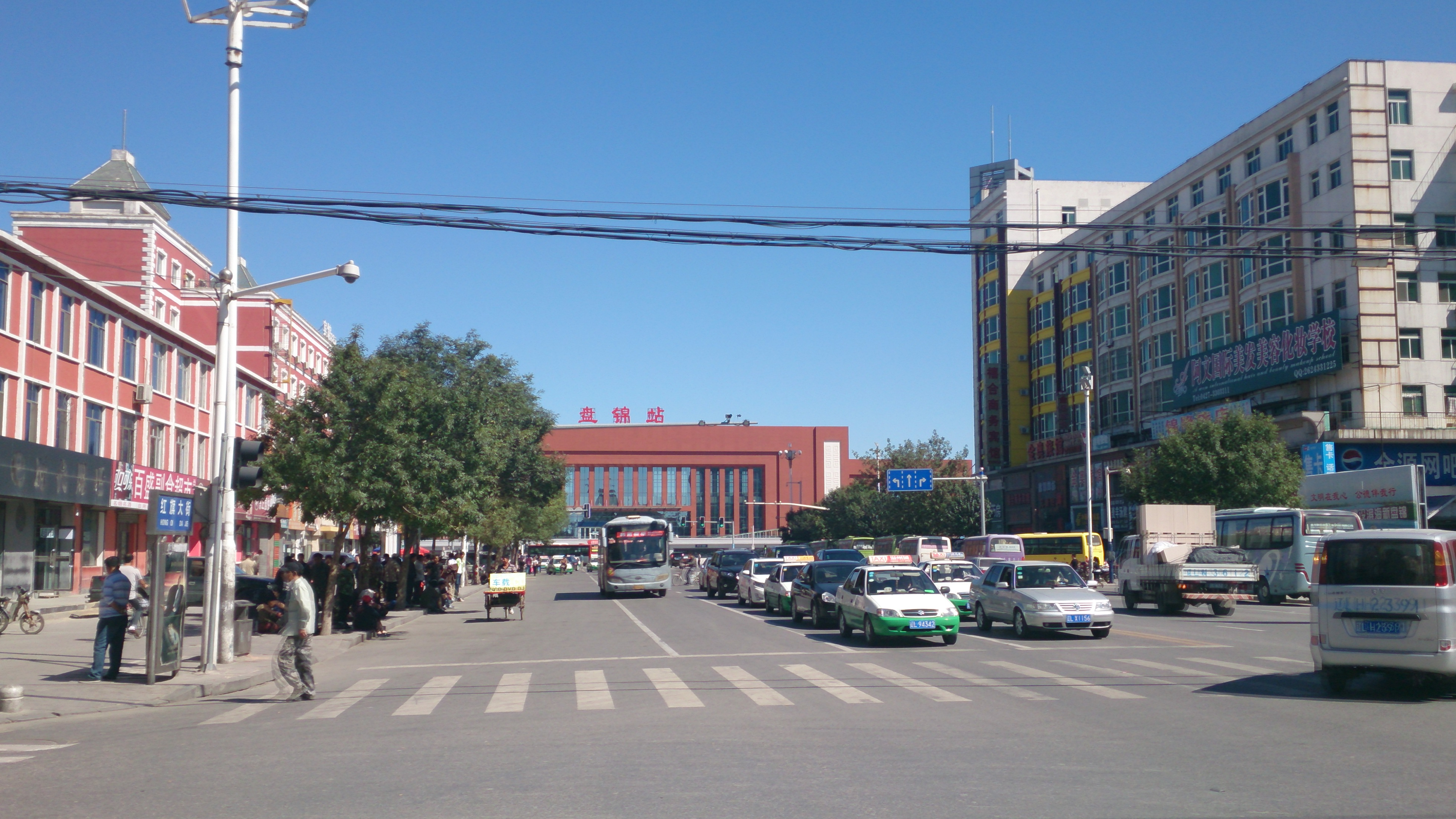

솽타이쯔구(한국어: 쌍태자구, 중국어: 双台子区, 병음: Shuāngtáizi Qū)는 중화인민공화국 랴오닝성 판진 시의 행정구역이다. 넓이는 62km2이고, 인구는 2007년 기준으로 200,000명이다.

## 행정 구역
9개 가도를 관할한다.
- 가도: 东风街道, 胜利街道, 辽河街道, 红旗街道, 建设街道, 石油街道, 化工街道, 双盛街道, 铁东街道.